# Chumbinho
Marinaldo Cícero da Silva (Palmares Paulista, 21 september 1986), ook wel bekend onder de naam Chumbinho, is een Braziliaans voetballer.